# 温切斯特 (马萨诸塞州)
温切斯特（Winchester）是美国马萨诸塞州密德瑟斯郡的一个城镇，位于波士顿郊外，是大波士顿地区的睡城之一。总面积16.3平方公里，2010年人口为21,374人。小行星747以该地名字命名。

## 友好城市
- 法國 圣日耳曼昂莱